# 岐阜聖徳学園大学
岐阜聖徳学園大学（ぎふしょうとくがくえんだいがく、英語: Gifu Shotoku Gakuen University）は、岐阜県岐阜市柳津町高桑西1-1に本部を置く日本の私立大学。1998年創立、1972年大学設置。大学の略称は聖徳、岐聖大。

## 概観

### 大学全体
聖徳学園岐阜教育大学として1972年に設置され、学校法人聖徳学園が運営している。岐阜キャンパスと羽島キャンパスの2つのキャンパスと、教育学部・外国語学部・経済情報学部・看護学部の4学部4学科、国際文化研究科・経済情報研究科の2研究科を持つ。なお、千葉県にある聖徳大学（せいとくだいがく）と名称が近似しているが、無関係である。

### 建学の精神（校訓・理念・学是）
大学の建学の精神は、「以和為尊（わをもってとうとしとなす）」を象徴として掲げ、「平等」「寛容」「利他」の大乗仏教の精神を体得する人格の形成をめざしている。「以和為貴」とは、自己中心的でななこころを離れたやわらかなこころのこと、「平等」とは、皆かけがえのない尊いいのちを持つことに気づくこと、「寛容」とは、あらゆるいのちの個性を受け入れ共感すること、「利他」とは、あらゆるいのちに奉仕することであり、それぞれが人間としてめざすべき精神と謳っている。

### 学風および特色
岐阜聖徳学園大学は、西本願寺系で龍谷総合学園に加盟している。仏教校という性格上、勤行や花祭り、物故者追悼法要や報恩講などの宗教行事を実施している。なかでも全新入生と新規採用の教員が参加し、毎年4月に行われる西本願寺参拝は、岐阜聖徳学園大学の特徴を示す行事である。
また、設立以来一貫して、教育系の大学として教員養成に携わってきたノウハウを生かした教育や、学部1年次からのキャリアサポートが特徴である。

## 沿革

### 年表
- 1972年 - 聖徳学園岐阜教育大学設立（教育学部初等教育課程、中等教育課程）
- 1990年 - 外国語学部開設（英米語学科、中国語学科、日本語学科）
- 1998年 - 聖徳学園岐阜教育大学を岐阜聖徳学園大学に。聖徳学園女子短期大学を短期大学部に。大学院修士課程開設（国際文化研究科 国際教育文化専攻、国際地域文化専攻）経済情報学部開設（経済情報学科）
- 2002年 - 教育学部に学校心理学科増設。外国語学部に外国語学科増設、英米語学科、中国語学科、日本語学科の学生募集停止。大学院修士課程に経済情報研究科開設（経済情報専攻）
- 2004年 - 大学院経済情報研究科経済情報専攻に博士課程を開設。
- 2013年 - 学校法人聖徳学園 創立50周年を迎える。
- 2014年 - 教育学部 学校心理課程の募集停止。
- 2015年 - 看護学部看護学科を開設。
- 2025年4月 - 2025年度以降の短期大学部の学生募集を停止。
- 2025年 - 外国語学部を改組し、人文学部を開設予定。

## 基礎データ

### 所在地
- 羽島キャンパス（岐阜県岐阜市柳津町高桑西1-1）
- 岐阜キャンパス（岐阜県岐阜市中鶉1-38）

## 教育および研究

### 組織

#### 学部
- 教育学部（羽島キャンパス）
  - 学校教育課程
    - 国語専修
    - 数学専修
    - 社会専修
    - 理科専修
    - 英語専修
    - 音楽専修
    - 体育専修
    - 保育専修
    - 学校心理専修
    - 特別支援教育専修
- 外国語学部（羽島キャンパス）（令和7年4月学生募集停止）
  - 外国語学科
    - 国際キャリアコース
    - 英語教員養成コース
- 人文学部（令和7年4月開設予定）
  - 人文学科
    - 英語英米文化専攻
    - 日本語日本文化専攻
    - 歴史地理専攻
- 経済情報学部（岐阜キャンパス）
  - 経済情報学科
- 看護学部（羽島キャンパス）
  - 看護学科

#### 大学院
- 国際文化研究科（羽島キャンパス）
  - 国際教育文化専攻
  - 国際地域文化専攻
- 経済情報研究科（岐阜キャンパス）
  - 経済情報専攻

#### 短期大学部
- 短期大学部
  - 幼児教育学科
    - 第一部
    - 第三部

## 大学関係者と組織

### 大学関係者一覧
- 岐阜聖徳学園大学の人物一覧

## 施設

### キャンパス

#### 羽島キャンパス
- 使用学部：教育学部、外国語学部、看護学部
- 使用研究科：国際文化研究科

#### 岐阜キャンパス
- 使用学部：経済情報学部
- 使用研究科：経済情報研究科

## 対外関係

### 他大学との協定

#### 国内大学
- 放送大学[6]

## 附属学校
- 岐阜聖徳学園高等学校(旧清翔高等学校と岐阜聖徳学園大学附属高等学校が合併)
- 岐阜聖徳学園大学附属中学校
- 岐阜聖徳学園大学附属小学校
- 岐阜聖徳学園大学附属幼稚園
- 聖徳自動車学園

## 公式サイト
- 学校法人聖徳学園
- 岐阜聖徳学園大学